# 4551 Cochran
A 4551 Cochran (ideiglenes jelöléssel 1979 MC) a Naprendszer kisbolygóövében található aszteroida. Edward L. G. Bowell fedezte fel 1979. június 28-án.